# Куцкович, Иван
Иван Куцкович (укр. Іван Куцкович) — гетман Украины в 1602—1603 годах.

## Биография
Сведений о годах рождения и смерти Куцковича не сохранилось.
Называл себя Куцкой.
Известно, что он сменил на посту гетмана казацкого войска Гавриила Крутневича в конце 1602 года.
В свою очередь, Куцкович сложил с себя гетманство в г. Могилеве в середине 1603 года при возвращении казаков из похода шведской войны.
Мзесто его занял Иван Косый.  В 1604 г. под руководством гетмана Юрия Мнишека принимал участие в движении Лжедмитрия 1 во главе украинских казаков вместе с атаманами Белешко и Швейковским. Источник: Р. Г. Скрынников. Россия в начале 17 века. "Смута". Москва. Наука. стр. 217. О Куцко, Швейковском, Белешко в своих Записках о Московской войне упоминает ротмистр Станислав Борша.